# Sextiljard
Sextiljard är talet 1039 och kan skrivas med en etta följt av 39 nollor, alltså
1 000 000 000 000 000 000 000 000 000 000 000 000 000.
Ordet sextiljard kommer från det latinska prefixet sex- (sex) och med ändelse från miljard.
En sextiljard är lika med en miljon kvintiljarder eller en miljondel av en septiljard.